# Cheryl Studer
Cheryl Studer (Midland, Michigan, 24 d'octubre, 1955) és una soprano dramàtica nord-americana que ha cantat a molts dels teatres d'òpera més importants del món. Studer ha interpretat més de vuitanta papers que van des del repertori dramàtic fins a papers més comunament associats amb sopranos líriques i sopranos de coloratura i, en la seva etapa tardana, mezzosopranos. És especialment coneguda per les seves interpretacions de les obres de Richard Strauss i Richard Wagner.

## Joventut i educació
Va estudiar piano i viola de petita, i va començar classes de veu als 12 anys amb Gwendolyn Pike, una cantant d'òpera local i professora de cant.
Va assistir a l'escola secundària Herbert Henry Dow, després es va traslladar a l'Acadèmia d'Arts d'Interlochen durant els seus primers anys i es va graduar allà el 1974. Després de l'escola secundària, Studer va estudiar al Conservatori de Música d'Oberlin, però va abandonar el programa després d'un any, decidint traslladar-se amb la seva família a Tennessee. Va continuar els seus estudis a la Universitat de Tennessee a Knoxville, i es va graduar amb una llicenciatura en interpretació vocal el 1979. Studer va guanyar diversos premis i concursos durant aquest temps, incloent el “High Fidelity/Musical America Award” el 1977 i les Audicions del Consell Nacional de l'Òpera Metropolitana el 1978.
L'estiu de 1979, Studer va assistir a un curs per a estudiants estrangers sobre l'art del lied alemany a l'Institut Schubert de Baden bei Wien, Àustria. En aquest programa, els professors de Studer incloïen Irmgard Seefried, Brigitte Fassbaender i Hotter va convèncer Studer de romandre a Europa per estudiar més amb ell a la “Hochschule für Musik und darstellende Kunst” de Viena. Studer va estudiar amb Hotter durant un any abans de llançar-se a la seva carrera professional. El 1979, va guanyar el Franz-Schubert-Institut-Preis per l'excel·lència en interpretació de lied.

## Vocació
dècada de 1980
El 1981, Wolfgang Sawallisch va contractar Studer com a membre permanent de l'Òpera Estatal de Baviera. Va romandre amb la companyia durant dues temporades consecutives, cantant sobretot papers menors a les seves produccions. Els seus papers principals a l'Òpera Estatal de Baviera incloïen el paper principal a Euryanthe de Carl Maria von Weber i Mařenka a Prodaná nevěsta (La núvia venuda). Va ser mentre treballava amb l'Òpera Estatal de Baviera quan Studer es va animar per primera vegada a estudiar les obres de Richard Wagner i el repertori dramàtic de soprano. Fins a aquest moment s'havia centrat principalment en el repertori del bel canto, amb la seva única incursió en el repertori alemany fins llavors a través de Lieder. Va fer el seu debut a l'òpera professional amb la companyia com a Helmwige a Die Walküre de Wagner.
Al final de la temporada 1981–82, va deixar el conjunt de Múnic per unir-se a l'”Staatstheater Darmstadt” durant dues temporades. A la primavera de 1983, Studer va ocupar el seu primer paper important com a Violetta a La traviata de Verdi amb l'”Staatstheater Braunschweig”. L'estiu següent van seguir dos papers més importants: Irene a Rienzi de Wagner i Drola a Die Feen (Les fades) de Wagner, sota la direcció de Wolfgang Sawallisch al Festival de Música d'Estiu de l'Òpera Estatal de Baviera. L'any 1984, Studer va deixar l'Staatstheater Darmstadt per convertir-se en membre permanent de la “Deutsche Oper Berlin”. Va romandre a la companyia durant dues temporades completes. Va fer el seu debut a l'òpera nord-americana el mateix any amb la “Lyric Opera of Chicago” com Micaëla a Carmen. El 1985, Studer va actuar com Elisabeth a Tannhäuser de Wagner amb Giuseppe Sinopoli al Festival de Bayreuth. Les crítiques positives d'aquesta actuació van portar ràpidament a Studer a papers principals més destacats.
El 1986, Studer va debutar al Liceu com Freia a Das Rheingold de Wagner i a l'Òpera de París com a Pamina a La flauta màgica de Mozart. Aquell mateix any, va debutar amb l'Òpera de San Francisco com Eva a Els mestres cantaires de Nuremberg de Wagner. El 1987, Studer va debutar amb la Royal Opera House, Covent Garden, com Elisabeth a Tannhäuser de Wagner i el seu debut a La Scala com Donna Anna a Don Giovanni de Mozart. El 1988, Studer va fer el seu debut a l'Òpera Metropolitana com Micaëla a Carmen de Bizet. Aquell mateix any va tornar a La Scala per interpretar el paper de Mathilde a Guillaume Tell de Rossini. Va cantar Agathe a Der Freischütz de Carl Maria von Weber al Théâtre Musical de París.
El 1989, va debutar amb l'Òpera Estatal de Viena i el Festival de Salzburg interpretant el mateix paper, Chrysothemis a Elektra de Richard Strauss. Aquell mateix any, Studer va rebre el “Grand Prix du Disque – Prix Maria Callas”. També el 1989, va tornar a La Scala per interpretar el paper de La Duchesse Hélène a I vespri siciliani de Verdi i va debutar amb la Companyia d'Òpera de Filadèlfia en el paper principal de Lucia di Lammermoor de Donizetti.
dècada de 1990
El 1990, Studer va tornar al Metropolitan Opera per cantar el rol de Donna Anna a Don Giovanni de Mozart. Aquest mateix any, Studer va cantar el rol d'Elsa en el Lohengrin de Richard Wagner a l'Òpera de Viena. El 1991, Studer va interpretar dos rols més al Met, Elettra a Idomeneu de Mozart i Violetta a La traviata de Verdi. Va cantar el rol de Gilda en l'acte 3 de Rigoletto de Verdi a la Gala del 25è Aniversari del Metropolitan Opera, al costat de Luciano Pavarotti i Leo Nucci. El 1990, també va cantar Odabella a Attila de Verdi a La Scala i la comtessa Almaviva a Les noces de fígaro de Mozart a l'Òpera de Viena.
El 1995, va cantar el rol de la princesa von Werdenberg a Der Rosenkavalier de Richard Strauss per primera vegada al Festival de Salzburg. També el 1995, Studer va aparèixer en concert amb l'orquestra de la seva ciutat natal, la Midland Symphony Orchestra, a Midland, Michigan, durant la temporada del 60è aniversari de l'orquestra. El 1996, Studer va cantar el mateix paper a l'Òpera de Viena. Aquest mateix any, Studer va tornar a l'Òpera Reial per cantar el paper protagonista dArabella de Richard Strauss i va revisar el paper protagonista dAïda al costat de Waltraud Meier com Amneris en representacions a l'Òpera Estatal de Baviera. Va cantar Leonore al Fidelio de Beethoven al Festival de Salzburg el 1997 dirigida per Sir Georg Solti.
El 1998, va cantar Rosalinde a Die Fledermaus i Sieglinde a Die Walküre a l'Òpera Estatal de Baviera. Aquest mateix any també va cantar Primadonna/Ariadne a Ariadne auf Naxos de Strauss al Teatre Nacional de Múnic. També l'any 1998 va cantar Senta a Der fliegende Holländer al Festival de Bayreuth. Va repetir el paper allà el 1999.
El juliol de 1998, va cantar un Liederabend per a la "Richard Wagner Society" a la Markgräfliches Opernhaus (Margravial o Margrave's Opera House) de Bayreuth celebrant el 250è aniversari de la casa. A finals de la dècada de 1990, Studer va tenir un període de problemes vocals que va fer que l'Òpera Estatal de Baviera cancel·lés els seus contractes el 1998, però després d'un breu temps fora de l'escenari, les seves actuacions van indicar un retorn a la forma i l'Òpera Estatal de Baviera va renovar el seu contracte per catorze actuacions més.
dècada de 2000
L'any 2000 Studer va tornar a la Metropolitan Opera per cantar el paper de la princesa von Werdenberg (el Marschallin) a Der Rosenkavalier de Richard Strauss. Aquell mateix any, Studer va cantar el paper principal d'Arabella de Richard Strauss a l'Òpera de Zuric. També va omplir com a última hora Sieglinde a Die Walküre al Festival de Bayreuth substituint a una malalta Waltraud Meier.
L'any 2000, també va cantar Four Last Songs (Quatre últimes cançons) de Richard Strauss amb la Filharmònica de Berlín dirigida per David Zinman substituint a Claudio Abbado, malalt. També va cantar Brünnhilde a la Walküre en concert a Budapest amb la Budapest Festival Orchestra sota la direcció d'Iván Fischer. El febrer de 2001, Studer va cantar el paper de la Kaiserin (emperadriu) a Die Frau ohne Schatten ((La dona sense ombra)) de Richard Strauss a la Semperoper de Dresden dirigida per Giuseppe Sinopoli. Va tornar a interpretar el paper a l'Òpera Estatal de Viena el 2002 a la producció de Robert Carsen. Per aquesta època, Studer també va cantar actuacions consecutives del Kaiserin i el Marschallin a la Semperoper dirigida per Dietfried Bernet. Al juny de 2001, Studer va cantar Elisabeth en representacions de la producció de Werner Herzog de Tannhäuser de Richard Wagner al Teatre Municipal de Rio de Janeiro, Brasil.
Es pot escoltar a Studer cantant l'"Ave Maria" de l'Otello de Verdi a la banda sonora de la pel·lícula de Hollywood del 2001, O una adaptació d'Otello de William Shakespeare.
Al febrer de 2002 va fer una rara aparició als Estats Units cantant "Liebestod" d'Isolda amb la Simfònica d'Indianapolis.
Al gener de 2003, Studer va cantar la part de soprano a la Simfonia núm. 9 (Beethoven) a Berlín durant la designació oficial de la UNESCO del manuscrit de la simfonia com a Memòria del món.
També el 2003, va cantar les seves últimes Sentas a Der fliegende Holländer al maig a la Deutsche Oper Berlin i va donar un Liederabend "In Memoriam Maria Callas" a Atenes, Grècia, amb el pianista Charles Spencer, amb cançons i Lieder de Verdi, Wagner, Barber, Richard Strauss i Copland.
El març de 2004, Studer va cantar la seva primera Isolda completa en tres concerts de l'obra, a Münster, Alemanya. Abans d'aquestes Isoldes completes, havia cantat fragments dels tres actes de Tristany und Isolde a Gießen, Alemanya. 1999).
L'octubre de 2005, Studer va cantar el paper de Sieglinde en el primer cicle d'anells de Richard Wagner a la Xina, al Poly Theatre de Pequín. El cicle va ser produït per Stephen Lawless per al Staatstheater Nürnberg i les actuacions van ser dirigides per Philippe Auguin. El novembre de 2005 es va informar, però mai es va confirmar, que Studer havia patit un atac cardíac lleu, la qual cosa la va obligar a cancel·lar una sèrie de concerts programats a Espanya.
El juny de 2007, Studer va oferir una sèrie de Masterclasses i un recital de Richard Strauss Lieder amb el pianista Semyon Skigin a Sant Petersburg, Rússia. L'agost de 2007, també amb el pianista Semyon Skigin, va cantar un recital de Lieder de Richard Strauss a Villa Wahnfried, Bayreuth. Al febrer de 2008, Studer va oferir un recital de Lieder al Teatre Villamarta de Jerez de la Frontera, Espanya amb el pianista Jonathan Alder, amb Lieder de Schumann, Brahms, Mahler i Richard Strauss. Més tard aquell any, l'octubre de 2008, Studer va donar un altre recital de Lieder a la Drake University amb el pianista Nicholas Roth, amb cançons i Lieder de Rossini, Ravel, Massenet, Albéniz, Brahms, Barber i Richard Strauss.
El novembre de 2008, va donar un altre recital a Alemanya amb el pianista holandès Fred Oldenburg] amb Lieder de Schumann, Brahms, Mahler i Richard Strauss. L'agost de 2009, Studer va cantar el cicle Wesendonck Lieder de Richard Wagner a Berlín, Alemanya, com a part del Festival Internacional de Música de Berlín de curta durada. Michael Wendeberg va dirigir l'orquestra del Festival.
2010-present
El 9 de juliol de 2010, Studer va fer el seu debut com a directora en una nova producció dIl barbiere di Siviglia de Rossini al "Bayerische Kammeroper" de Würzburg, Alemanya.
El maig de 2011 va guanyar el Premi Internacional Terras sam Sombra (Portugal). Més tard aquell any, el novembre de 2011, va actuar en concert a Nuremberg i Anvers, Bèlgica, amb l'Orquestra Simfònica de Nuremberg i el seu director musical en cap, Alexander Shelley. Els concerts de Wagner, també amb el baix baríton belga Wilfried Van den Brande, van ser gravats i serien publicats com a part de la sèrie "Nürnberger Symphoniker Live" de l'orquestra.
Studer va començar una transició a un rang de veu més baix. Al desembre de 2011 va aparèixer com a Gertrud en representacions de Hänsel und Gretel d'Engelbert Humperdinck a l'Òpera Estatal d'Hamburg. Va tornar a fer el paper el 2013, també a Hamburg. El 2012 va rebre el premi "Ovation de l'Interlochen Center for the Arts".
El 2014, va interpretar a Adelaide a Arabella de Richard Strauss a l'Òpera Estatal d'Hamburg. També el 2014, va presidir el 38è Gran Premi Internacional d'Òpera Maria Callas que se celebrarà a Atenes, Grècia.
L'octubre de 2016, Studer va cantar The Overseer/Confidant (Die Vertraute/Die Aufseherin) a la producció del desaparegut Patrice Chéreau d'Elektra de Richard Strauss a la Staatsoper Berlin, dirigida per Daniel Barenboim. Va tornar a visitar els papers el juny del 2022, de nou a la Staatsoper Berlin, en actuacions dirigides per Thomas Guggeis. El desembre de 2016, va cantar el paper de Nettie Fowler al musical Carousel de Richard Rodgers i Hammerstein al Theatre Basel a Suïssa, en una sèrie d'actuacions fins a l'abril de 2017. El setembre de 2018, Studer va cantar el paper de contralt de Mamma Lucia en una nova producció de l'òpera Cavalleria rusticana de Pietro Mascagni a l'Òpera de Graz a Àustria. Les actuacions van ser enregistrades i editades pel segell "Oehms Classics".
El novembre de 2021, Studer va cantar el paper de Tertullia en una nova producció de l'òpera de 1951 de Paul Dessau/Bertolt Brecht Die Verurteilung des Lukullus (La condemna de Lucullus) a la Staatsoper Stuttgart, dirigida per l'especialista en música contemporània Bernhard Kontarsky, i amb el tenor Gerhard Siegel en el paper principal.

## Classes magistrals, tallers d'òpera, adjudicació
Durant divuit anys, del 2003 al 2021, Studer va ensenyar a la Universitat de Música de Würzburg. També és professora honorària al Conservatori Central de Música de Pequín. Studer dirigeix una sèrie anual de classes magistrals i tallers d'òpera al seu propi Festival de Música de l'Egeu Nord a l'illa de Lesbos, Grècia. Dirigeix classes magistrals a nivell internacional (EUA, Grècia, Corea del Sud, Xina, Espanya, Itàlia i Alemanya).

## Vida personal
Studer està casada amb el tenor grec Michalis Doukakis i ha viscut a Alemanya durant la major part de la seva vida. De matrimonis anteriors, Studer té dues filles, Elsa i Senta, que porten el nom de personatges de les òperes de Richard Wagner. La filla gran, Senta, és una cantant de música pop. El seu primer àlbum en solitari, Happy, va ser llançat el gener de 2014.